# Söz
Söz (Daję słowo) – turecki serial dramatyczny. W głównej roli zagrał Tolga Sarıtaş, a emitowano go w latach 2017–2019 na tureckim kanale STAR TV.

## Fabuła
Yavuz Karasu, turecki żołnierz, będąc w Stambule ze swoją narzeczoną, trafia w sam środek ataku terrorystycznego. Doktor Bahar próbuje uratować kobietę, jednak nie udaje jej się to i narzeczona żołnierza umiera. Po tym incydencie Yavuz wraca do Karabayir, a Bahar podąża za nim całą drogę, aby oddać coś, co do niego należy. Ponadto Yavuz zostaje wybrany na dowódcę zespołu, którego misją jest złapanie grupy terrorystów i ochrona Karabiyir oraz Turcji. Cały zespół jest gotowy poświęcić swoje życie dla dobra swojego kraju.

## Obsada
| Aktor              | Rola                          |
| ------------------ | ----------------------------- |
| Tolga Sarıtaş      | Yavuz Karasu                  |
| Aybüke Pusat       | Bahar Kutlu/Karasu            |
| Deniz Baysal       | Derya Duman                   |
| Nihat Altınkaya    | Erdem Kacmaz                  |
| Meriç Aral         | Eylem Mercier                 |
| Serhat Kılıç       | Çolak                         |
| Mehmet Özgür       | Hamit Karasu (Agah)           |
| Sarp Akkaya        | Dragan Ratkoviç               |
| Melis Birkan       | Linda Gacoin                  |
| Cihan Ünal         | Yıldırım Kutlu                |
| Derda Yasır Yenal  | Yasin                         |
| Timur Acar         | Derman                        |
| Burak Çelik        | Selim                         |
| Burcu Binici       | Ceren Başkomiser              |
| Ruhi Sarı          | Ataşe (Baron)                 |
| Ahmet Utlu         | Yabancı Büyükelçi             |
| Atakan Arslan      | Zafer Yaman (Geveze)          |
| Burak Sevinç       | Fethi Kulaksız (Avcı)         |
| Görkem Sevindik    | Mücahit Serdengeçti (Keşanlı) |
| Mustafa Yıldıran   | Ali Haydar Bozdağ (Hafız)     |
| Eren Vurdem        | Ateş Acar (Karabatak)         |
| Aytaç Şaşmaz       | Feyzullah Altıparmak (Çaylak) |
| Mehmet Ali Karakuş | Ahmet Kartal (Kurtdereli)     |
| Doğukan Polat      | Mansur Yüksel (Aşık)          |
| Emre Dinler        | Tahir Gümüş (İzmitli)         |
| Volkan Uygun       | Cevdet Göktaş (Kibar)         |
| Oktay Samurkaş     | Hakkı Toprak (Baba Hakkı)     |
| Nezir Çınarlı      | Gökhan Boyveren (Yiğido)      |
| Orhan Arı          | Barış Özkanar (Efe)           |
| Atsız Karaduman    | Turan Akgün                   |
| Mine Çayıroğlu     | Nisan Bühner                  |
| Cengiz Sezici      | Sami                          |
| Mehmet Polat       | Tarık                         |
| Süleyman Felek     | Cahit                         |
| Hâzım Körmükçü     | Samet Yılmaz                  |
| Levent İnanir      | İrfan                         |
| Ömer Naci Topçu    | Orhan                         |
| Mahmut Gökgöz      | Burhan                        |
| Selin Deveci       | Nadya                         |
| Genco Özak         | Selim Hayroviç (Kopuk)        |
| Ece Çeşmioğlu      | Melisa Yilmaz                 |
| Nil Günal          | Güler Kaçmaz                  |
| Ece Okay           | Funda Kutlu                   |
| Melissa Yıldırımer | Fatma Bozdağ                  |
| İlayda Ildır       | Nazlı Kaçmaz                  |
| Mehmet Uslu        | Halim Demir                   |
| Yiğit Uçan         | Sébastien                     |
| Yağmur Ün          | Su Altıparmak                 |
| Su Kutlu           | Merve                         |